# 日光皇太子夫妻襲撃事件
日光皇太子夫妻襲撃事件（にっこうこうたいしふさいしゅうげきじけん）とは、1972年1月6日に、栃木県日光市で発生した事件。

## 事件の概要
1972年1月5日、当時の皇太子明仁親王と皇太子妃美智子は、第27回国民体育大会冬季大会に出席し、翌6日に東武鉄道の特急「けごん」にて還啓することになっていた。
1月6日午後4時34分、皇太子夫妻は特急「けごん」に乗車するために東武日光駅に到着した。御料車から美智子妃が出た瞬間、奉迎の群衆の中から一人の少年が突進してきた。護衛の皇宮護衛官は咄嗟にこの少年を皇太子夫妻とは反対方向に払い除けた。少年は直ちに栃木県警察に逮捕された。皇太子夫妻は皇宮護衛官の誘導で一旦御料車に戻り、その後再度降車して、予定通り還啓した。

## 犯人
犯人の少年は足利市在住で工場に勤める定時制高校生（当時18歳）で、社青同解放派の構成員であった。少年は日頃から「共産党宣言」や「毛沢東語録」を読み、ついには天皇制を打倒し、暴力革命の先駆けとなりたいという感情を持つに至った。
少年は、皇太子夫妻が日光に立ち寄ることを知り、皇太子夫妻に爆弾を投げつける計画を立てた。この少年は化学に興味をもっており、高校でも化学科に籍を置いていた。そのため化学に関する知識をある程度持っており、書店で売られていた「都市ゲリラ」に関する本を読んで爆弾を製造したという。しかし爆破実験では白煙しか出なかったので、仕方なく爆竹を投げつけることにした。
事件当日、爆竹3本とマッチを持って東武日光駅に待ち構えた。しかし、マッチ棒を折ってしまい、着火ができなくなった。そのため、手袋を投げつけることにした。まもなく皇太子夫妻が到着し、御料車から降りた瞬間、少年は「天皇制反対」を叫びながら、手袋を投げつけながら突進し、皇宮護衛官に払い除けられたという。
事件後、少年は宇都宮少年鑑別所に送られた。そして「今回の行動は自分の判断で起こしたものであり、所属の社青同解放派の指令によるものではない」旨を供述し、自分の行動で周りの人に多大な迷惑をかけた事について反省の意思を示した。
2月10日、宇都宮少年鑑別所は少年を保護観察処分に付した。